# Акишевская
Акишевская — исчезнувшая станица в Нехаевском районе Волгоградской области. Станица располагалась в окружении лесов, на правом, высоком, берегу Хопра.

## История
Основана как казачий городок Акишев. Станица — с 1898 года.
Станица относилась к Хопёрскому округу Области Войска Донского. Согласно переписи 1859 года в станице проживало 393 души мужского и 407 женского пола, имелась церковь. Согласно переписи 1873 года проживали 368 мужчин и 387 женщин, в хозяйствах жителей насчитывалось 219 лошадей, 149 пар волов, 571 голова прочего рогатого скота и 1594 овцы.
Согласно переписи населения 1897 года в станице проживали 422 мужчины и 449 женщин. Большинство населения было неграмотным: грамотных мужчин — 167 (39,6 %), женщин — 34 (7,6 %).
Согласно алфавитному списку населённых мест Области Войска Донского 1915 года в станице имелись станичное правление, приходское училище, Николаевская церковь, церковно-приходская школа, земельный надел составлял 4282 десятины, проживало 308 мужчин и 332 женщины.
C 1928 года — в составе Нехаевского района Нижневолжского края (впоследствии Сталинградского края, Сталинградской области, Балашовской области, Волгоградской области).
Название населённого пункта было изменено на село Акишево, затем хутор Акишевский. Акишевский сельсовет упразднён в 1953 году, включён в состав Денисовского сельсовета, впоследствии хутор Акишевский входил в состав Упорниковского сельсовета. Населённый пункт исключён из учётных данных решением исполкома облсовета от 29 июня 1983 года № 18/398, как фактически не существующий. Жители песеселились в хутор Упорниковский.

## Население
Динамика численности населения по годам:
| 1859 | 1873 | 1897 | 1915 |
| ---- | ---- | ---- | ---- |
| 800  | 755  | 891  | 640  |